# 東京喰種
《東京喰種》是日本漫畫家石田翠的青年漫畫作品，刊載於集英社旗下漫畫雜誌《週刊Young Jump》。單行本標題為「東京喰種 Tokyo Ghoul」。台灣中文版由尖端出版代理，香港中文版則由玉皇朝代理。

## 作品概述
《東京喰種》是石田翠的出道作，是將刊載於《Miracle Jump》No.2的原單篇作品重新架構與創作的作品。以現代日本東京為舞台，並以人類姿態的吃人怪人「喰種」為主題的黑暗奇幻漫畫作品。
原著書名中的「喰種」，意為人型食屍鬼。
漫畫第一部《東京喰種》於集英社「週刊Young Jump」2011年4月1號開始連載，並在2014年發售的42號宣布完結。漫畫番外篇「東京喰種 [JACK]」，2013年8月開始於集英社電子漫畫雜誌「JUMP LIVE」連載，至2013年9月完結。漫畫特別單篇「東京喰種 {\displaystyle \left\lbrack {\text{JOKER}}\right\rbrack }」於集英社「週刊少年Jump」2014年31號刊登。其後漫畫第二部「東京喰種{\displaystyle {\text{:re}}}」於集英社「週刊Young Jump」2014年46號開始連載，並於2018年發售的31號宣布完結。石田在最後一集的後記中表示，連載7年來每週都被截稿日追著跑，從第7集開始全心全意投入連載的結果是過度操勞而失去味覺，有種變成喰種的感覺。他也表示，連載的過程並不是開心的事，畫圖很痛苦，但在最後半年他確實樂在其中，讀者的支持也一直給予他動力。
2014年1月宣布動畫化。動畫第一季「東京喰種」於2014年7月至9月播放。2014年10月，公佈第二季動畫製作的決定，並由原作者石田翠擔任劇本監督，第二季「東京喰種{\displaystyle {\sqrt {A}}}」於2015年1月至3月始在日本地區首播播放。2018年6月，宣布將於該年10月播放「東京喰種:re」第二期動畫。
由執筆的小說「東京喰種 [日常]」、「東京喰種 [空白]」、「東京喰種 [昔日]」、「東京喰種 [quest]」也分別於2013年7月、2014年6月、2014年12月及2016年12月發售。

## 劇情大綱

### 正篇
- 《東京喰種》

漫畫第一部故事。
在日本東京街頭，一切成謎的吃人怪獸「喰種」正悄悄地向人類世界擴張勢力。
一名平凡大學生金木研有一次因為遭到喰種獵食而性命垂危，醫生為他進行了器官移植手術，怎料器官提供者其實就是獵食他的喰種。在病床上醒來的金木很快就感覺到身體不對勁，最終意識到自己已成了獨眼喰種，身體只吃得下人肉，因此陷入絕望，所幸一家喰種開的咖啡廳收留了他。為了保護同伴，金木與喰種對策局（CCG）的搜查官戰鬥，並擊退其他兇惡的喰種，在過程中變得越來越強。最終，咖啡廳的店長芳村被CCG視為討伐目標「梟」，咖啡廳被迫停止營業，金木試圖拯救店長，但被「不敗的搜查官」有馬貴將擊敗。
- 《東京喰種:re》

漫畫第二部故事。
漫畫第一部《東京喰種》的結尾中，剛成為CCG三等搜查官的佐佐木琲世，跟隨真戶曉學習一等搜查官的搜查技術。兩年後，佐佐木已成為一等搜查官，並且是「昆克斯班」的指導者，帶領著四名下屬進行各種搜查工作。
佐佐木上等在討伐月山集團時覺醒，擊敗了獨眼梟，成為準特等搜查官，並離開昆克斯班，加入有馬班。
恢復金木研身份的佐佐木為了救出被關在庫克利亞的雛實，隻身面對「不敗的搜查官」，擊敗有馬貴將後創立了新的喰種集團「黑山羊」，並成為了新的「獨眼之王」。在「黑山羊」被殲滅後，由於其理念作為影響「黑山羊」和CCG時期的同僚，進而促成CCG和「黑山羊」組成聯合作戰的同盟「共同戰線」對抗主謀和修舊多、組織「V」和「小丑」，金木研則前往位於地底的巨大迷宮「24區」獨自面對和修之龍，親自終結「V」組織和「小丑」的陰謀。
「龍戰」落幕的六年後，CCG東京分部重新組織為「TCG（東京保安委員會Tokyo Security Committee）」；昔日CCG成員和「黑山羊」組成聯合作戰的同盟「共同戰線」，成為促進人類和喰種平等共處合作的核心組織；金木研為持續實踐人類和喰種平等共處的理念，擔任「共同戰線」的協助者，最終和妻子董香共組家庭。

### 番外
- 東京喰種 [JACK]

漫畫序章故事，亦有推出動畫。
故事發生在漫畫第一部的12年前，講述了高中時代的有馬貴將和富良太志，於13區追查喰種「燈籠」的故事。
- 東京喰種 [JOKER]

漫畫特別單篇。故事發生在漫畫第一部與第二部之間。
講述了已成為CCG上等搜查官的鈴屋什造和新人二等搜查官阿原半兵衛，於13區調查喰種集團「骷髏面具」的故事。鈴屋什造和阿原半兵衛等人駐守的13區，受到了一群戴著骷髏面具的喰種組織的襲擊，為了應對這些喰種，鈴屋等人必須全力以赴，找到兇手——骷髏面具組織的首領。一天，他們乘坐電車的時候，在電車裡看到了一位少女……
- 東京喰種 [PINTO]

動畫OVA單篇。
故事講述者高中時代月山習，與學校同齡喜愛拍照天才少女掘千惠相遇的故事，掘千繪亦有在漫畫第二部「東京喰種:re」劇情中正式登場。

### 單篇
《東京喰種》（日語：東京喰種トーキョーグール）是連載版的原型作品。於2010年獲頒週刊Young Jump漫畫新人獎「第113次MANGA GRAND PRIX」的準優秀賞，並於《Miracle Jump》No.2（2011年4/12號）以單篇形式刊登，石田穗就此出道成為漫畫家。角色設定上與正式連載有不少不同之處。
與正式連載的相似之處
- 金木對自己的食人本能感到煩惱，認為喰種只是單純的想活下去，除了吃人之外並沒有其他方法，那就只好吃人，這一點與正式連載的董香相似。篠原因女兒被喰種殺掉而非常憎恨喰種，認為喰種沒有任何生存價值，這一點與正式連載的真戶吳緒相似。
- 董香外表天真爛漫，但暗地裏不斷獵殺並捕食人類，在一個月內已經吃掉八名女性，這一點與正式連載的利世相似。

劇情簡介
- 故事圍繞着因事故而成為喰種的金木。他是一家名為「安定區」的咖啡廳店員，有一個名為董香的後輩店員。金木家中存放著大量人類肢體作食用，他無法假裝美味地進食人類的食物，吃了馬上就要吐，因而被一直注視著他人的喰種搜查官篠原發現他是喰種的事實，於是刻意試探他，告訴金木自己的女兒被喰種吃掉的事實，然後還推薦金木吃店裏的招牌菜，金木想裝作好吃的樣子，卻忍不住吐了出來。清楚自己身份已敗露的金木決定殺掉篠原，於是戴上小丑面具跟蹤他。董香察覺到，於是跟著金木。
- 金木跟篠原在停車場打了起來，可是金木不敵篠原，流著血的金木說他也不想殺人類，他只是單純的想活下去，然後篠原就說喰種必須死。那時董香出現了，金木馬上脅持了她當人質，篠原竟打算不顧董香的性命殺掉金木，並說她應為自己的犧牲感到榮幸。董香對這番話感到不滿，於是打了篠原一拳，令他受傷流血。那時董香說本月的第九人是男性，暗示之前的八個女性都是她殺的，董香還舔著自己手上篠原的血，說大叔的味道很差。篠原終於察覺到董香也是喰種，但在反擊前已被董香踢了一腳，並被金木一拳貫穿身體。金木默默地說著希望篠原能與女兒再會。
- 鏡頭回到安定區，電視新聞正報道篠原失蹤的消息。董香向金木請教如何裝作美味地進食人類的食物，金木告訴她自己也做不到，於是兩人一起練習吃三明治。最終有一個神秘人吃著人類手部，並說金木和董香要更加把勁假裝美味地進食人類的食物，應該是在暗示店長也是喰種。

### 外傳
外傳《喰種學園》（日語：スクール・オブ・ザ・グール）是本作的官方學園風搞笑漫畫，由石田穗繪畫並於網上連載中。另外有一本同名的小冊子，為漫畫第8卷的特典，共24頁。該搞笑漫畫與本篇並無任何關係，人物設定都跟本篇有點出入。故事圍繞安定區學園學生的日常生活，經常發生不合乎常理的趣事。

## 特殊設定

### 喰種
喰種／食人族（Ghoul）
只能食用人肉、人血、水和咖啡的亞人種，外表與人類一樣。
體內高出常人數十倍的RC細胞，賦予喰種怪力、強韌的身體與特殊捕食器官「赫子」。食用人類的食物會導致身體不適而導至力量減弱，但在《東京喰種:re》最終話裡，已經透過基因改造技術培育出能供喰種食用的非人類生物。
和人類交配的話傳言是極難懷孕，就算幸運懷孕，若母親是人類，胎兒可能因營養不良而胎死腹中，有極低機率會生出半喰種(如：芳村艾特)；若母親是喰種，則會把胎兒當養分吸收掉，所以必須吃人類的食物而降低喰種的活性才有極低機率產下半人類 (如：有馬貴將)。
實際上是會生出能正常飲食，身體能力較一般人類高，但壽命較短的半人類，有馬貴將和零番隊均屬此類。
身體特徵
身體能力極高，五感都比人類靈敏，能跳至數米的高度或徒手打穿人體，即使是普通的喰種，身體能力也强于人類。普通的刀槍无法对其造成有效杀伤，小傷能在短时间内痊癒，骨折、斷肢等大傷也能在一天內痊癒。捕食或交戰時會變成赫眼狀態。
赫眼
喰種特有的眼睛，虹膜為紅色，眼白為黑色，發動能力時受RC細胞影響而顯現出來。
喰種有控制自己眼睛的能力，平常都會隱藏赫眼，以假裝成人類，但進食時及空腹時無法控制。
RC細胞
本作虛構的一種細胞。全名為「Red Child細胞」，因細胞的形狀如蜷縮的胎兒而得名。
研究認為該細胞和赫子的組成有關。
健康人類的RC細胞數量只會維持在200至500，而喰種體內的RC細胞數量為1000至8000不等，是人類的數十倍。當人類的RC細胞處於自身性異常增殖時，僅能透過RC抑制剂抑制而無法根治；若是受外界因素影響感染「ROS病」導致RC細胞激增，則會依據分布狀況不同產生不同階段的變化（例如眼睛赫眼化、皮膚硬質化、伴隨喜食人類等喰種特徵）。
如同血液一般流淌著，比牙齒還要堅固，被稱為「液狀的肌肉」，可把其想像成用鋼絲編織而成的肌肉，普通的子彈無法打穿，能重複硬化及軟化。
喰種透過進食人類來獲得該人類的血液中的RC細胞，然後RC細胞就會被送到並儲存在名為「赫包」的器官。
赫包
喰種用作儲存RC細胞的器官。喰種從人類的血液中獲得的RC細胞會被送到並儲存在赫包。
赫包儲存的RC細胞會因為有意識或者是精神上的興奮而突破皮膚並釋放出來，就會成為威力強大具有殺傷力的捕食工具赫子。
赫子
喰種捕食時由體內突出皮膚的捕食器官。
突出赫子的位置會由赫子的種類決定，相同種類的赫子會擁有類似的特徵，但赫子的形狀會因為該喰種的個體不同而有所差異。喰種擁有一般刀械無法傷害的強韌身體，但赫子能夠給予有效的傷害。
從後面向上方比劃的動作代表赫子，做出該手勢表明對象是喰種。
赫子分為羽赫、甲赫、鱗赫和尾赫四種類型，分别位于喰種的肩部、肩胛骨处、腰部和尾椎位置。理论强弱关系为，生长部位靠下的赫子种类克制其上面的一种赫子种类，最上面的羽赫克制最下面的尾赫，也就是「羽赫＜甲赫＜鱗赫＜尾赫＜羽赫……」的關係循環相剋。
羽赫
赫包位在肩膀附近，形狀如同翅膀、宛如瓦斯般放出的模樣。質量輕，屬於速度型的赫子，戰鬥時以速度作為武器，同時可以放出部分RC細胞作遠程攻擊。由於Rc細胞會劇烈釋放，較適合短期決戰，戰鬥時間一長會轉趨下風。
不擅長於對付防禦力高的甲赫。
甲赫
赫包位於肩胛骨下方，金屬質的赫子。由高密度的RC細胞凝縮而成，具有極高的防禦力，但也因此重量偏重，屬於防禦型的赫子，與其他種類的赫子持有者相比速度較慢。
不擅長於對付戰鬥自由度高的鱗赫。
鱗赫
赫包位於腰部，赫子表面粗糙，造型則如同觸手。具有強大再生能力的赫子，持有鱗赫的喰種身體較為強壯，受的傷會較快治癒，且因為赫子獨特的表面構造而能產生威力強大的攻擊，屬於攻擊型的赫子。但因Rc細胞易於結合而產生的再生特性卻伴隨著結合力弱的問題，與其他赫子相比較為脆弱。
不擅長於對付沒有決定性弱點的尾赫。
尾赫
赫包位於尾椎骨附近，如尾巴般伸出。能力十分平均，適合在中距離作戰，無論攻擊、防禦和速度都有一定水準，屬於平均型的赫子，沒有決定性弱點的同時，也存在沒有決定性攻擊手段的缺點。
不擅長於對付速度快的羽赫。
混合赫子／奇美拉赫子（Chimera Kagune）
兩種赫子混合而成。如笛口雛實的赫子，由鱗赫與甲赫而成。就目前而言來看，此種赫子似乎相當的稀有（以霧嶋家為例，父親霧嶋新的赫子為甲赫，然而身為子女的董香和絢都，兩人的赫子卻跟母親霧嶋光一樣是羽赫，由此推斷）。
危險等級
根據該喰種的實力和對社會危害程度做出評估。另外危險等級會根據該喰種實際的捕食和殺害程度斟酌提升。
SSS
個體能力評價：基準不明
SS
個體能力評價：需要複數特等搜查官共同對付。
S+
個體能力評價：中等水平或水平相近的特等搜查官。
S-
個體能力評價：中等水平或水平相近的準特等搜查官。
A
個體能力評價：同水平的上等搜察官。
B
個體能力評價：同水平的下等(一等～三等)搜察官。
C
個體能力評價：三等搜察官以下。
飲食習慣和嗜好
除了水和咖啡之外就只能進食人肉和人血（但在漫畫裡有喰種喝酒的描寫）。舌頭的構造跟人類不同，進食人類的食物會有強烈的嘔吐感，勉強吃下去會造成身體不適。飢餓狀態下會劇烈頭痛，失去理性，即使見到好朋友也會毫不猶疑地捕食。經歷者把這形容為「地獄般的痛苦」。在出牙前（捕食器官未發達時）跟人類嬰兒一樣，能從喝母乳攝取所需營養。《東京喰種:re》最終話裡已經透過基因改造技術培育出能供喰種食用的非人類生物。
心理特徵
生來的意識和感情就跟人類相同，能融入人類社會生活。不少都對人類抱有複雜的感情，其中部分喰種希望和人類共存，少數喰種擁有健全的人格，會以自殺者為食，而不是殺人捕食；但不少都把人類當成單純的食物，隨便進行捕食，導致大量捕食殺人事件，引起喰種對策局的注意。
生活和文化
從小時候就需要接受假扮成人類的訓練，包括假裝美味地進食人類的食物，在體內消化前就要嘔吐出來。
喰場
喰種捕食人類的場所，大多是人煙稀少的巷道。一些喰種會以實力劃定專屬於自己的喰場。
面具
在捕食行動時喰種戴著的面具。為了隱藏身份，維持日常生活而使用。在有機會遇到喰種搜查官的場合，面具更是必需的。
如化妝舞會面具那樣露出口部的類型是基本，安定區成員的面具不少都覆蓋口部。喰種對策局收到的喰種目擊報告也是以戴著面具的居多。
共喰
喰種吃掉喰種的行為，即同類相食。由於吃掉了喰種，也就意味著從對象處吸收了RC細胞，身體中的RC細胞濃度也隨之上升，因此理論上共喰會增強喰種的身體素質和戰鬥能力，甚至共喰的對象越強，能力提升的空間也就越大。
如果反復共喰，喰種就有可能變為「赫者」，可是也需付出代價，攝取RC細胞的過程中會受到被食方的人格影響，混淆其人格與自我，高頻率或高程度的共喰會導致精神異常及暴走。
共喰者多數把喰種的肉形容為「難吃」，並非喜歡共喰。
安定區／古董
詳見「安定區／古董」。
喰種餐廳
喰種專用的會員制餐廳。會舉行把活生生的人類慘殺的解體秀，把解體食材煮好後提供給會員。被騙到喰種餐廳的人類都已經在解體秀前淋浴。已被金木小隊肅清，CCG也開始著手調查此地。
解剖人
在喰種餐廳的解體秀作解體者的稱呼。鈴屋什造曾擔任這角色。
飼子
喰種所飼養的人類。
亞種
獨眼喰種
人類與喰種的混血種。特徵是僅單眼為赫眼，運動能力遠高出一般喰種。
由於人類作為母親會無法提供胎兒所需的營養，傳說需要人類母方在懷孕期間食用人肉，才會出現的稀少喰種，例如：芳村愛支。
或經由人工移植喰種的器官到人類體內，例如：金木研、安久黑奈、安久奈白、瀧澤政道、亞門鋼太郎。
然而後期也有半人類被改造變成獨眼喰種的案例，例如：和修舊多宗太。
終章亦表明獨眼喰種與一般喰種的後代會產生獨眼喰種，例如:金木一花。
赫者
喰種長期共喰而突变成的特殊喰種。
特徵是體內有一個以上的赫包，赫子比起普通的喰種強大數倍，使用赫子的範圍也更廣，甚至能如戴著面具及穿著盔甲那樣全身佈滿赫子。
可是成為赫者也需付出代價，攝取Rc細胞的過程中會受到被食方的人格影響，混淆其人格與自我，高頻率或高程度的共喰會導致精神異常及暴走。
目前是赫者的喰種極為少數，例如：芳村功善、芳村艾特、多多良、霧嶋新、金木研、瀧澤政道、亞門鋼太郎以及和修家族。
半赫者
不完全的赫者，即正在變成赫者時的狀態。戰鬥能力遠比一般喰種強大，例如：壁虎。
龍棄子
因為舊多二福主導培育出的喰種病毒生物源「龍」，造成部分地區居民受喰種病毒影響的變異亞人種。特徵是毫無思考能力且具有強大的殺戮性，外型比喰種更加駭人，但在龍戰過後數年間開始演變出外型接近人類且智商等同5歲孩童的領導者。其身上的細胞能夠抵抗被用於發展「ROS病」的再生治療，為人類和喰種的共同敵人。已知龍戰過後出現的龍棄子為死堪。
青桐樹
簡稱「青桐」，在「用力量支配喰種和人類」的理念下集結而成的喰種集團。位於頂點的是被稱為「獨眼之王」，能統領所有喰種的強大喰種。但由於其抱持力量支配主義的做法，造成許多站在對立立場的喰種傷亡，所以也出現反對青桐樹的喰種集團（如：防毒面具幫）。故事中後期隨著CCG掃蕩造成部分成員陣亡等事件影響，青桐樹也隨之瓦解，部分成員加入金木研組織的主張人類和喰種和平共存的「黑山羊」組織。「:re」最終話裡部分倖存的青桐樹成員加入「共同戰線」，為人類和喰種的維安秩序做出貢獻。
小丑（Pierrot）
謎一般的喰種集團，因為不論人數、活動區域、目的全部不詳，被人們稱為一群享樂主義者，平時並不會集體行動，但是一受到召集，就會展示出極強的組織力，且每位成員都是狠角色，雖然過去於3區的「小丑面具掃蕩戰」被有馬與平子等搜查官掃蕩大部分成員以勝利告終，但是根據CCG搜查官伊東倉元所講，在此場的戰役，即使當時不敗搜查官有馬有份參與，CCG方面都只是勉強撐住。其首領SS級喰種「小丑」被活捉關進「庫克利亞」，即使首領被捉；大部分小丑成員遭到驅逐；CCG戰力方面增強；但是在搜查官之間仍然被評為最不想遇見的對手。
首領「小丑」因青桐樹襲擊「庫克利亞」而趁機逃脫，故事後期小丑成員參與襲擊黑山羊的行動，主要成員除系璃、詩、妮可以外，包含宗太在內的其他成員皆亡於CCG和黑山羊成員們掃蕩V組織的行動。
赤舌連
中國的喰種組織。從多多良的話中得知裴和焰是這組織的成員，他們的赫子分別被製成昆克「同飛」和「赤舌」。
金木小隊
由金木、萬丈、月山、雛實、一味、二璐和三手所組成，目的是為了調查許多事情和尋找嘉納明博，後來被金木解散。
V
神秘組織，與CCG有某種聯繫，旗下組織的喰種，其赫包模式，Rc檢查門會排除在外，檢測不到，芳村功善曾為此組織的「清掃人」，負責消滅敵對喰種或是人類勢力，芥子、有馬貴將、旧多二福也是其中一員，其實力都是特等級別。一直致力於保持某種「平衡」，但被青桐樹破壞。
故事後期揭露和修舊多宗太實為幕後主使者，因為和修舊多宗太的有意策劃，將神代利世作為喰種病毒中心的核，進一步導致喰種病毒大肆傳染，最終在CCG成員和黑山羊的聯手討伐下被徹底殲滅。
婦人們／Madam們
於漫畫第二部「東京喰種:re」登場。對一些女性喰種的統稱，是否有規模的組織未明。
組建了「喰種美食俱樂部」等喰種團體，曾建造了「喰種餐廳」等設施，舉行名為「拍賣會」的喰種活動。
成員疑似均為喰種貴族，擁有驚人的財力。
經常從事購買、拐帶及飼養人類的活動，也在暗地裡組織舉行虐殺及虐待人類的變態表演。
軟碟們／Floppy們
於漫畫第二部「東京喰種:re」登場。。
是青銅樹殲滅的對象之一，是否有規模的組織未明。其中移植赫包成功，製造出來但性能不完整的獨眼喰種，嘉納稱之為"失敗品"。
安久黑奈﹑安久奈白、亞門鋼太朗是其中之一。其後黑奈和亞門鋼太郎加入黑山羊組織。
貓頭鷹／梟／Owl
於漫畫第二部「東京喰種:re」登場。
隸屬於青桐樹，是否有規模的組織未明。以芳村功善為基體，成功移植其赫包，製造出來且性能完整的獨眼喰種。
被青桐樹改造成獨眼喰種的瀧澤政道是其中之一。
黑山羊
金木研為促進人類和喰種和平共處對談而成立的聯合組織，成員有普通人類、半人類、半喰種、喰種（含部分前青銅樹成員、月山集團、軟碟們、貓頭鷹）、部分CCG成員。黑山羊殲滅戰裡因為CCG掃蕩造成許多人員陣亡，但後來成功和CCG達成合作協議，聯手對抗V組織及小丑。和修之龍的戰役過後已解散，部分成員分別投入「共同戰線」和TSC（東京保安委員會），繼續為人類和喰種共存和城市維安目標做出貢獻。
共同戰線
經歷CCG與黑山羊組織合作對抗V組織及小丑們戰役六年後，由人類、半人類、半喰種、喰種組成，負責輔助TSC（東京保安委員會）的聯合團體。由月山習擔任組織代表，輔助和提供TSC必要的戰力和其他資源。

### CCG
喰種對策局（CCG）
全名是「Commission of Counter Ghoul」。依照喰種對策法所成立的機關，是喰種搜查官們的聚集地，在東京各個區域都設有支部。主要任務為驅逐、制裁和研究喰種，同時也收容雙親遭喰種殺害的孤兒。經歷24區和V組織及小丑們的戰役後，東京區的CCG解體重組為「TCG（東京保安委員會Tokyo Security Committee）」，其中有半數成員為前CCG成員。
喰種對策法
人類致力於驅逐、制裁喰種而予以頒佈修訂的法律，此對策法作為人類處理喰種問題範疇的最高準則。
- 第12條第1項：「一旦確認到對象發動了赫眼或是赫子，即判定為第I種特別警戒對象，別稱『喰種』」[15]
[15]
- 第12條第2項：「被判定為『喰種』的對象，其個人不受任何法律的保護」[15]
[15]
- 第13條第1項：「喰種搜查官必須將居民的安全置於首位」[16]
[16]
- 第13條第2項：「禁止對『喰種』造成不必要的傷害」[16]
[16]
- 其他：藏匿喰種或使之隱避的行為會被予以跟藏匿人類罪犯同等程度的重罰。


和修
憑藉個人技能與喰種兵戎相見，代代以消滅喰種為使命的一族。
在為數眾多的「喰種殲滅專家」之中，他們以其首屈一指的能力為傲，名揚全國。於1890年成立了國家機關，以和修家的當家和修大吉為首設立了「喰種對策院」，是CCG的前身。
雖然能得到很大的成效，但同時犧牲很多性命。為了培育出擁有優秀能力的後代，和修一族會預備培養後代的喰種人選，做為產下混有喰種血統後代的苗床（如：神代利世）。
實際上和修一族是喰種的其中一個族系。「:re」最終話提及，龍戰六年過後，唯一的和修繼承倖存者因為和未曾產子的妻子離異與放棄繼承和修一族，和修一族的血脈至此斷絕。
奎庫利阿／庫克利亞
位於23區的喰種收容所，如同一個巨大的「喰種監獄」，關押C至SS級喰種。
牆壁都用昆克鋼塗覆過，還用Rc抑制劑讓裡面的喰種弱化。
被CCG活捉的喰種都是關在這裏，有些知道很多情報的喰種會被CCG一直監禁，久不久就審問他們或找他們協助調查，其餘會被用來製造昆克，不然就是用來做實驗。
在青銅樹事件中被青銅樹精銳部隊偷襲，大量窮凶極惡的喰種被放歸人間。
Rc檢查門
開發中的設備，可以檢測穿過其下的對象體內的Rc細胞數量。
由於喰種的Rc細胞要高出人類十倍以上，用此設備可以判斷出調查物件是人類或者喰種，而在漫畫第二部「東京喰種:re」第64話則說「V旗下的喰種」會排除在外，檢測不到。然而由於其造價高昂，設備還沒有辦法普及化，只有在各個CCG支部和富豪公司才有設立。
喰種搜查官
所屬喰種對策局，是執行驅逐和獵殺喰種任務的國家公務員，合格的搜查官可以持有「昆克」作為武器。因為別有「鴿子」模樣的胸章，也被喰種群體喚作「白鴿」。
喰種搜查官的基本配置是兩人一組，即一名「高等搜查官」配搭一名「低等搜查官」執行任務。高等搜查官可以互相組隊搭擋，但是低等搜查官不得互相組隊搭擋。
階級
喰種搜查官的等級，由上到下分別是「特等搜查官」、「准特等搜查官」、「上等搜查官」、「一等搜查官」、「二等搜查官」和「三等搜查官」六個等級。前三等屬於「高等搜查官」，後三等屬於「低等搜查官」。
唯有少數於驅逐喰種戰役裡立定重要戰功、而且對CCG有重大影響貢獻的喰種搜查官會被提拔至最高階「龍將」，如：漫畫最終章的鈴屋什造。
白翼章
驅逐特定等級的喰種後，為肯定及表揚該搜查官的能力而贈送的胸章，以代表CCG的「鴿子」為設計，分為以下三種。
白單翼章
驅逐S級喰種後能獲得該獎項。
白雙翼章
驅逐SS級喰種後能獲得該獎項。
白龍翼章
驅逐SSS級喰種後能獲得該獎項。
木犀章
由一年間所驅逐的喰種數量總結所頒發的胸章，以「木犀」做為象徵，分為以下三種。
木犀章
一年間驅逐30個或以上能獲得該獎項。
銀木犀章
一年間驅逐50個或以上能獲得該獎項。
金木犀章
一年間驅逐100個或以上能獲得該獎項。
喰種搜查官養成學校
簡稱「學院」，是訓練精英喰種搜查官的機構，主要教授學員使用昆克和各種槍支，並熟練運用戰鬥技巧。學員實行兩年制的學習，畢業後將獲得二等搜查官的等級頭銜，並被分配在1區和24區二者之一。
喰種對策教育所
與養成學校不同，這裡是訓練普通喰種搜查官（CCG局員搜查官）的機構。學員實行一年制的學習，主要被教授使用手槍或步槍。畢業後學員被授予三等搜查官，並被安排分配至2—24區任一地區。
昆克／庫因克（Quinque）
喰種搜查官的武器。利用喰種的赫子為材料製造而成，能給予喰種大傷害。
不能像赫子那樣自由變形，靈活性不太高。
由於材料是生物，所以破壞後難以修補。
只有通過測試的搜查官才有資格擁有自己的昆克並自己予以命名。
大型昆克平常一般收納在皮箱或金屬公事箱內，因此持有昆克的搜查官被喰種群體喚作「持箱人」。
小刀等小型昆克則不需放在皮箱內。
為防止喰種使用，昆克設置了生物認證技術。
昆克有尺寸分別和種類分別，大致和赫子一樣分為四大種，但也有少數搜查官持有混合昆克或赫者昆克。
羽赫
加工後主要作為射擊武器使用，可作遠程攻擊;但有時製作成近戰武器(如鳴神),會劇烈消耗能量，適合敏捷的搜查官使用。
甲赫
因重而硬的特性而加工製成劍或金屬棒等，適合體格強壯的肉體派搜查官使用。
鱗赫
多數加工製成鞭子或觸手狀的特殊武器，適合能熟練地使用昆克的技巧派搜查官使用。
尾赫
多數製成刀刃狀,沒有決定性弱點的同時，也存在沒有決定性攻擊手段的缺點，由於平衡性良好的關係，適合新人搜查官使用。
混合昆克／奇美拉昆克（Chimera Quinque）
以不同種類的赫包作材料所製成的昆克。能有效對付不同類型的赫子，但製作方面在技術上還存在一定程度的困難，用於實戰中是相當珍稀的存在。
例如：曉的「天津」（尾赫／甲赫）、亞門的「堂島·改」（甲赫／尾赫）。
赫者昆克
以赫者的赫包作材料所製成的昆克。比一般昆克的性能更強，但尺寸愈大，對使用者的負擔就越大，甚至還會反噬使用者。
例如：篠原和黑磐在「青桐樹討伐戰」所穿著的「新」。
昆克鋼／庫因克鋼
貌似是製作昆克的材料，每公噸價值90萬日元。
昆克斯／庫因克斯（Quinx（Qs））
英文簡稱為「Qs」，CCG目前處於實驗階段的改造人，於漫畫第二部「東京喰種:re」登場。
被稱為「內藏昆克的士兵」，將加工過後的特殊赫包植入人體而成的半喰種，藉此彌補昆克缺乏像赫子一般擁有多端變化的弱點。
赫眼為單眼，同樣有著超人的官感、再生能力和赫子。
與一般喰種較不同的是體內的Rc數值被限制於三位數以內，所以能保持人類特性，可正常進食。
戰鬥中若使用赫子會令Rc值升高，一旦超過三位數就有喰種化的可能，因此亦配備昆克作武器。
赫眼的顏色比一般喰種還要淡，赫子也無法長時間使用。
「昆克斯手術」又稱為「赫包植入法」，是地行甲乙根據嘉納對金木的「半喰種化手術」而構思出來的，這項工序適用於昆克製造，與昆克不同的是將喰種體內取出的赫子用昆克鋼材塗層，並植入到人體中，而不是箱子裡，被植入的赫包設有五個階段，可以對赫包的運作率進行調整，這是為了減少風險同時更有效地觀察變化過程。五個階段的名字和赫包運作率分別為「F1」20%、「F2」40%、「F3」60%、「F4」80%和「F5」100%。另外，接受昆克斯手術能得到一筆補償款。
目前已投入實戰的共有四名，分別為不知吟士、瓜江久生、米林才子、六月透，並組成「昆克斯班」，簡稱「Qs班」，帶領他們的指導者為佐佐木琲世，屬真戶班。「Qs班」的成員都是住在同一棟房子一起生活。
Q弹（Q Bullet）
CCG對付喰種專用子彈。子彈中摻入了溶解的赫子，對應著四種赫子。
提供給還未持有昆克的新人搜查官使用。

全名為「Control Red Child瓦斯」。是一種可以把喰種的Rc細胞活性抑制住的氣體型Rc抑制劑，通過呼吸和黏膜發生作用，可以阻止赫子的發動。
GFG
德國喰種研究機構，全名是。

### 東京
與現實中的東京相似，後巷潛伏著捕食人肉的喰種，地底有一個由喰種建設而成的大迷宮，是一個危險的都市。除了24區外，其他區的編號都是按照現實世界的東京都區部而寫成的。
1區
相當於千代田區。此地帶是眾多喰種聚集、互相爭奪喰場的危險區域，會有多名喰種共食一人的場景，基本上根本不能住人。
喰種對策局本部
位於各地喰種對策局的本部，CCG內部把其通稱為「本部」。
3區
相當於港區。跟1區類似，也是眾多喰種聚集、互相爭奪喰場的危險區域。
4區
相當於新宿區。此處亦是眾多喰種聚集、互相爭奪喰場的危險區域。而自從詩與四方在此長期對峙鬥爭以來，情況稍微有所好轉。據詩所言，1區至4區已經基本無法居住，上述四個區域的慘烈程度由此可見一斑。漫畫第二部「東京喰種:re」為「Qs班」所定居的地區。
HySy ArtMask Studio
詩經營的面具店，為喰種製作面具是主要業務，偶爾也接待人類一方的客人。
5區
相當於文京區。有喰種搜查官養成學校。
6區
相當於台東區。原是鯱的領導區域，如今處於群龍無首的狀態。神代利世也曾經在6區居住。6區篇主要劇情舞臺，「金木小隊」於此區設立根據地。另外，嘉納在6區以他人名義佔有大量房產，本人也隱匿於此。
7區
相當於墨田區。富良太志所負責的區域。
喰種餐廳
詳見「喰種餐廳」。
11區
相當於大田區。原本是較為安定的地區，但因利世大肆捕獵，導致了此地區的混亂不堪，也引起了CCG對本區的強烈關注。後來，青銅樹組織盤踞此地，全滅了11區的喰種搜查官，CCG因而決定對此地區採取緊急對策。
趣味屋
位於青桐樹基地5棟樓深處，是壁虎的「拷問室」，即「遊戲室」，會把「玩具」帶到那裡作殘忍的拷問。
13區
相當於澀谷區。有許多血氣方剛的喰種所居住的地區，生存環境非常恐怖，幾乎每天在此都會上演血肉橫飛的殺戮。番外篇「東京喰種 [JACK]」的主要劇情舞臺。
誠清高等學校
位於13區的高中學園，是有馬貴將及富良太志曾經就讀的高中。
14區
相當於中野區。此地區盛行共喰。
Helter Skelter
系璃經營的酒吧，是一個喰種的社交場所，有大量關於喰種的情報在這裡聚集流傳。
20區
相當於練馬區。金木研、霧嶋董香等所居住的地區，作品的主要展開舞臺。在喰種聚集的區域中，這裡是較為安定的一個地方。
安定區／古董
表面上為咖啡廳，實際上是以芳村店長為中心營運的喰種互助組織與社交場所，致力於讓喰種群體更自然、安定地融入社會。從業者全是喰種，顧客也以喰種為主，偶爾也會有不知情的人類顧客上門，芳村店長會藉機學習人類的舉止，但人類顧客往往容易被店內的喰種顧客盯上。
喰種對策局20區支部
CCG下屬負責20區喰種問題的分部。自神代利世事件與真戶吳緒殉職後，CCG對此地加強了監督和管制。
上井大學
金木研、永近英良、西尾錦和西野貴未在此就讀，是一所文理科並存的綜合性大學。
清巳高等學校
霧島董香和小阪依子就讀的高中，是一所男女共校的學園，校服為西裝夾克。
嘉納綜合醫院
為金木進行器官移植手術的醫院，嘉納明博的就職地點。
貿易公司斯芬克斯
一所地下設施的房主所經營的公司，採購外國的商品再在本國銷售，曾經營過「喰種溶液」，即把喰種溶解成黏糊糊的液體然後裝瓶，並以相當高的價格出售給CCG。但實際該公司的領導者並不是斯芬克斯，而是安久七生，即地下設施是CCG的所有物。
23區
相當於江戶川區。喰種收留所「庫克利亞」所在地。
24區
24區現並不能用一個正式的區名來對應。究其原因，24區是由喰種所挖掘的大迷宮，地形複雜，數量眾多，遍佈東京地下。本區對於喰種來說較難生存的環境，但是要避開搜查官耳目也比較容易。據傳聞，24區最深處潛伏著大量的喰種。CCG對此神秘區域一直都在努力探索，為了鍛煉新人甚至還編組了「24區搜查小隊」，類似的行動在CCG內俗稱「敲地鼠」。據月山所言，24區的牆壁是用赫子製成的「肉牆」，其製作原理和昆克類似，不過製作工藝卻是由24區的喰種所開發。正因為此種肉牆，24區的探索工作變得舉步維艱。

## 文學作品
曾於本作出現或引用的書籍、詩歌、語錄等文學作品。大部分並不是單純地引用，而是幫助推展故事劇情的工具，文學作品中的角色或劇情等都與本作有相似之處。
- 《斜陽》（日語：斜陽）——太宰治[33]
- 《旧约圣经　創世記》（日語：旧約聖書　創世記）[34]
- 《變形記》（日語：変身）——弗朗茨·卡夫卡，高橋義孝（日语：高橋義孝）譯[35][36]
- 《藍地的飛龍》（日語：エルマーと１６ぴきのりゅう）——露絲·史提爾斯·加內特（英语：Ruth Stiles Gannett），渡邊茂男（日语：渡辺茂男）譯[37]
- 《徬徨少年時》（日語：デミアン）——赫尔曼·黑塞，高橋健二（日语：高橋健二 (ドイツ文学者)）譯[38]
- 《小倉久志的喰種解體新書》（日語：小倉久志の喰種解体新書）——小倉久志[39]
- 《廚房裡的哲學家（法语：Physiologie du goût）》——讓·安泰爾姆·布里亞-薩瓦蘭，關根秀雄（日语：関根秀雄）譯[40]
- 《權狐》（日語：ごんぎつね）——新美南吉[41]
- 《老人與海》（日語：老人と海）——欧内斯特·海明威，福田恆存（日语：福田恆存）譯[42]
- 《黑綿羊咩咩叫》（日語：ブラックシープ，收錄在中）——原作者不明，北原白秋譯[43]
- 《地獄來鴻（英语：The Screwtape Letters）》——C·S·路易斯，中村妙子（日语：中村妙子）譯[44]
- 《百足剿滅》（日語：百足退治）——俵藤太[45]
- 《老去的阿伊努人之歌》（日語：老いしアイヌの歌，收錄在詩集《海豹與雲》中）——北原白秋[46]
- 《卡夫卡短篇集》（日語：カフカ短篇集）——弗朗茨·卡夫卡，池内紀（日语：池内紀）譯[47]

- 「有了你，我活不下去；沒有你，我也活不下去。」（日語：私はあなたとともに生きてはいけない、私はあなたなしでは生きていけない。）——马提亚尔[48]
- 以及所有高槻泉的作品。

## 出版書籍

### 出版書籍
單行本
- 特裝版以「*」表示

| 卷數        | 集英社         | 集英社                 | 尖端出版       | 尖端出版                                    | 玉皇朝         | 玉皇朝                 |
| 卷數        | 發售日期       | ISBN                   | 發售日期       | ISBN/EAN                                    | 發售日期       | ISBN                   |
| 東京喰種    | 東京喰種       | 東京喰種               | 東京喰種       | 東京喰種                                    | 東京喰種       | 東京喰種               |
| ----------- | -------------- | ---------------------- | -------------- | ------------------------------------------- | -------------- | ---------------------- |
| 1           | 2012年2月17日  | ISBN 978-4-08-879272-9 | 2014年1月8日   | EAN 471-7702-25872-6                        | 2015年10月2日  | ISBN 978-988-8326-89-1 |
| 2           | 2012年3月19日  | ISBN 978-4-08-879291-0 | 2014年1月28日  | EAN 471-7702-25907-5                        | 2015年10月8日  | ISBN 978-988-8326-90-7 |
| 3           | 2012年6月19日  | ISBN 978-4-08-879357-3 | 2014年3月7日   | EAN 471-7702-25969-3                        | 2015年10月31日 | ISBN 978-988-8326-94-5 |
| 4           | 2012年9月19日  | ISBN 978-4-08-879420-4 | 2014年4月8日   | EAN 471-7702-26020-0                        | 2015年11月13日 | ISBN 978-988-8326-95-2 |
| 5           | 2012年12月19日 | ISBN 978-4-08-879478-5 | 2014年5月8日   | EAN 471-7702-26041-5                        | 2015年11月27日 | ISBN 978-988-8326-98-3 |
| 6           | 2013年1月18日  | ISBN 978-4-08-879498-3 | 2014年6月6日   | EAN 471-7702-26070-5                        | 2015年12月7日  | ISBN 978-988-8326-99-0 |
| 7           | 2013年4月19日  | ISBN 978-4-08-879546-1 | 2014年7月3日   | EAN 471-7702-26116-0                        | 2015年12月29日 | ISBN 978-988-8379-05-7 |
| 8           | 2013年7月19日  | ISBN 978-4-08-879613-0 | 2014年8月14日  | EAN 471-7702-26160-3                        | 2016年1月4日   | ISBN 978-988-8379-06-4 |
| 9           | 2013年10月18日 | ISBN 978-4-08-879652-9 | 2014年9月5日   | EAN 471-7702-26165-8                        | 2016年1月16日  | ISBN 978-988-8379-15-6 |
| 10          | 2014年1月17日  | ISBN 978-4-08-879807-3 | 2014年10月8日  | EAN 471-7702-26294-5                        | 2016年1月16日  | ISBN 978-988-8379-16-3 |
| 11          | 2014年4月18日  | ISBN 978-4-08-879809-7 | 2014年11月7日  | EAN 471-7702-26313-3                        | 2016年2月27日  | ISBN 978-988-8379-19-4 |
| 12          | 2014年6月19日  | ISBN 978-4-08-879859-2 | 2015年2月10日  | EAN 471-7702-26389-8 EAN 471-7702-26543-4   | 2016年2月27日  | ISBN 978-988-8379-20-0 |
| 13          | 2014年8月20日  | ISBN 978-4-08-879887-5 | 2015年4月24日  | EAN 471-7702-26469-7                        | 2016年3月24日  | ISBN 978-988-8379-21-7 |
| 14          | 2014年10月17日 | ISBN 978-4-08-890031-5 | 2015年6月8日   | EAN 471-7702-26678-3                        | 2016年3月24日  | ISBN 978-988-8379-22-4 |
| 東京喰種:re |                |                        |                |                                             |                |                        |
| 1           | 2014年12月19日 | ISBN 978-4-08-890081-0 | 2015年8月6日   | EAN 471-7702-26766-7                        | 2015年12月29日 | ISBN 978-988-8379-11-8 |
| 2           | 2015年3月19日  | ISBN 978-4-08-890132-9 | 2015年10月21日 | EAN 471-7702-26767-4                        | 2016年1月4日   | ISBN 978-988-8379-12-5 |
| 3           | 2015年6月19日  | ISBN 978-4-08-890211-1 | 2015年12月29日 | EAN 471-7702-26768-1                        | 2016年3月11日  | ISBN 978-988-8379-23-1 |
| 4           | 2015年9月18日  | ISBN 978-4-08-890254-8 | 2016年2月17日  | ISBN 978-957-106-418-5                      | 2016年4月19日  | ISBN 978-988-8379-35-4 |
| 5           | 2015年12月18日 | ISBN 978-4-08-890331-6 | 2016年4月6日   | ISBN 978-957-106-564-9                      | 2016年5月17日  | ISBN 978-988-8379-41-5 |
| 6           | 2016年3月18日  | ISBN 978-4-08-890376-7 | 2016年6月8日   | ISBN 978-957-106-707-0                      | 2016年6月24日  | ISBN 978-988-8379-03-3 |
| 7           | 2016年6月17日  | ISBN 978-4-08-890411-5 | 2016年10月12日 | ISBN 978-957-106-956-2 EAN 471-2966-35048-3 | 2016年7月29日  | ISBN 978-988-8379-64-4 |
| 8           | 2016年9月16日  | ISBN 978-4-08-890497-9 | 2017年2月6日   | ISBN 978-957-107-208-1 EAN 471-2966-35130-5 | 2016年11月29日 | ISBN 978-988-8379-86-6 |
| 9           | 2016年12月19日 | ISBN 978-4-08-890559-4 | 2017年4月19日  | ISBN 978-957-107-360-6                      | 2017年2月28日  | ISBN 978-988-8436-02-6 |
| 10          | 2017年3月17日  | ISBN 978-4-08-890603-4 | 2017年6月20日  | ISBN 978-408-890-682-9                      | 2017年6月28日  | ISBN 978-988-8436-28-6 |
| 11          | 2017年6月19日  | ISBN 978-4-08-890682-9 | 2017年8月10日  | ISBN 978-957-107-590-7 EAN 471-2966-35226-5 | 2017年9月2日   | ISBN 978-988-8436-48-4 |
| 12          | 2017年7月19日  | ISBN 978-4-08-890699-7 | 2017年10月20日 | ISBN 978-957-107-728-4                      | 2017年11月6日  | ISBN 978-988-8436-62-0 |
| 13          | 2017年10月19日 | ISBN 978-4-08-890758-1 | 2017年12月13日 | ISBN 978-957-107-852-6                      | 2018年1月20日  | ISBN 978-988-8436-89-7 |
| 14          | 2018年1月19日  | ISBN 978-4-08-890820-5 | 2018年2月5日   | ISBN 978-957-107-968-4 EAN 471-2966-35341-5 | 2018年4月9日   | ISBN 978-988-8507-18-4 |
| 15          | 2018年3月19日  | ISBN 978-4-08-890881-6 | 2018年8月21日  | ISBN 978-957-108-252-3                      | 2018年6月29日  | ISBN 978-988-8507-30-6 |
| 16          | 2018年7月19日  | ISBN 978-4-08-891050-5 | 2018年12月4日  | ISBN 978-957-108-427-5                      | 2018年10月2日  | ISBN 978-988-8507-42-9 |

東京喰種［JAIL］
| 卷數 | 集英社         | 集英社                 | 尖端出版      | 尖端出版               |
| 卷數 | 發售日期       | ISBN                   | 發售日期      | ISBN                   |
| ---- | -------------- | ---------------------- | ------------- | ---------------------- |
| 全   | 2015年12月18日 | ISBN 978-4-08-890068-1 | 2016年8月16日 | ISBN 978-957-106-819-0 |

東京喰種［zakki］
| 卷數 | 集英社         | 集英社                 | 尖端出版     | 尖端出版             |
| 卷數 | 發售日期       | ISBN                   | 發售日期     | EAN                  |
| ---- | -------------- | ---------------------- | ------------ | -------------------- |
| 1    | 2014年10月17日 | ISBN 978-4-08-780775-2 | 2015年8月6日 | EAN 471-7702-26764-3 |

### 小說
| 卷數 | 集英社 | 集英社         | 集英社                 | 尖端出版 | 尖端出版       | 尖端出版               |
| 卷數 | 副標題 | 發售日期       | ISBN                   | 副標題   | 發售日期       | ISBN                   |
| ---- | ------ | -------------- | ---------------------- | -------- | -------------- | ---------------------- |
| 1    |        | 2013年7月19日  | ISBN 978-4-08-703296-3 | 日常     | 2015年4月16日  | ISBN 978-957-105-949-5 |
| 2    |        | 2014年6月19日  | ISBN 978-4-08-703320-5 | 空白     | 2015年7月16日  | ISBN 978-957-106-040-8 |
| 3    |        | 2014年12月19日 | ISBN 978-4-08-703340-3 | 往日     | 2015年12月17日 | ISBN 978-957-106-274-7 |
| 4    |        | 2016年12月19日 | ISBN 978-4-08-703411-0 | quest    | 2017年6月16日  | ISBN 978-957-107-311-8 |

## 電視動畫
改編電視動畫由Studio Pierrot負責製作，於TOKYO MX播放。於2014年7月3日播放第一期電視動畫，全12話。2015年1月8日播放第二期電視動畫，全12話，同時官方表示本季劇情是由原作者石田翠擔當原案，將為觀眾呈現出與漫畫版不同的另一個東京喰種，正式標題為《東京喰種√A》。
另有兩部OVA，於2015年9月30日發售第一部OVA動畫，劇情改編自外傳《東京喰種 [JACK]》，並於同年9月5日至9月18日於全國七個地域的電影館期間限定上映。於2015年12月25日發售第二部OVA動畫，劇情改編自改編自小說《東京喰種 [PINTO]》。
於2018年播放第三期電視動畫，全24集並分季於4月和10月播放，劇情改編自原作第二部《東京喰種：re》，同時為本作動畫的最終章故事。

## 舞台劇
舞台『東京喰種』（日語：舞台『東京喰種トーキョーグール』）2015年7月於AiiA 2.5 Theater Tokyo及京都劇場上演。DVD及Blu-ray於2015年11月27日發售。
演員
- 金木研：小越勇輝（日语：小越勇輝）
- 霧島董香：田畑亞彌（日语：田畑亜弥）
- 西尾錦：鈴木勝吾
- 永近英良：宮崎秋人
- 神代利世：濱田由梨
- 詩：村田充
- 四方蓮示：吉田友一
- 壁虎：山神佳誉
- 笛口朝木：奥野正明（日语：奥野正明）
- 亞門鋼太郎：君澤勇氣（日语：君沢ユウキ）
- 真戶吳緒：有馬自由（日语：有馬自由）
- 芳村：加藤忠可（日语：加藤忠可）

製作
- 原作：石田翠
- 劇本：茅野修
- 導演：御笠盧忠次
- 制作：有本佳子、麻生かほり、恒川稔英

## 真人電影
同名改編電影由松竹電影公司發行。2016年6月正式公開了真人版電影卡司，演員窪田正孝飾演主角金木研，霧島董香則由清水富美加飾演。由首次執導長篇電影的萩原健太郎擔任導演，2016年7月正式開拍，9月殺青，2017年7月29日上映。男主演窪田正孝由作者選定。
2018年9月宣布製作續集《東京喰種S》，2019年7月19日上映。

## 遊戲
東京喰種 carnaval
為智能手机用的遊戲應用程序，由万代南梦宫娱乐發佈。類型為具有張力的動作遊戲。
東京喰種 JAIL
為PlayStation Vita用的遊戲，由萬代南夢宮娛樂於2015年10月1日發售。
本作講述安定區、CCG、青銅樹在11區的抗爭半年後，因莫須有罪名被囚禁的喰種凜央趁亂逃走，為了證明自己的清白而追尋著兇惡喰種JAIL。而玩家就要扮演這名原創的角色凜央展開故事。隨著劇情發展，主角凜央也有可能與金木研等人一起行動。
東京喰種 -Deadly Escape-
與「東京 JOYPOLIS」合辦的體感型逃生遊戲，於2015年10月22日[Thu]～2016年1月11日[Mon]期間開放。遊戲只限十八歲以上玩家參與。

## 註腳
註釋
1. ↑  漫畫是白色的
2. ↑  日語中和均為「貓頭鷹」的意思。
3. ↑  初版附送證件套

出處
1. 1 2  . ORICON STYLE. Oricon. 2014-10-11  [2014-11]. （原始内容存档于2020-04-13） （日语）.
2. ↑  . 動畫新聞網. 2014-01-16  [2014-01-24]. （原始内容存档于2014-01-30） （英语）.
3. 1 2  第二部單行本第1卷，第48頁，第2話.
4. ↑  第一部單行本第6卷，第90-91頁，第53話.
5. 1 2  第一部單行本第6卷，第91頁，第53話.
6. ↑  第一部單行本第6卷，第91-92頁，第53話.
7. ↑  第二部單行本第1卷，第126頁，第5話.
8. ↑  第一部單行本第6卷，第93頁，第53話.
9. ↑  石田翠原案設定圖 喰種等級與搜查官能力對等劃分
10. ↑  第一部單行本第14卷，第165頁，第141話.
11. ↑  第一部單行本第13卷，第62頁，第125話.
12. ↑  第二部單行本第2卷，第100頁，第15話.
13. ↑  第二部單行本第2卷，第102頁，第15話.
14. ↑  第二部單行本第2卷，第211-212頁，第20話.
15. 1 2 3 4  第一部單行本第2卷，第31頁，第10話.
16. 1 2 3 4  第一部單行本第6卷，第88頁，第53話.
17. 1 2 3  第二部單行本第2卷，第84頁，第14話.
18. ↑  第二部單行本第2卷，第85頁，第14話.
19. ↑  
. . 第2季. 第4集.  1:18 记录于. 2015-01-29 （日语）.
20. ↑  第二部單行本第1卷，第80頁，第3話.
21. 1 2 3 4  第二部單行本第1卷，封面內頁.
22. 1 2 3 4  第二部單行本第2卷，封面內頁.
23. ↑  第二部單行本第9卷，第47頁，第82話.
24. ↑  第二部單行本第1卷，第98頁，第4話.
25. ↑  第二部單行本第1卷，第191頁，第9話.
26. ↑  第二部單行本第1卷，第74頁，第3話.
27. ↑  第二部單行本第2卷，第71頁，第13話.
28. ↑  第一部單行本第7卷，第33頁，第60話.
29. ↑  第一部單行本第11卷，第62-63頁，第104話.
30. ↑  . 週刊YOUNG JUMP (集英社). 2012-09-27, (2012年44號) （日语）.
31. ↑  第一部單行本第7卷，第136頁，第65話.
32. ↑  第一部單行本第10卷，第114-115頁，第95話.
33. ↑  第一部單行本第1卷，第21頁，第1話.
34. ↑  第一部單行本第1卷，第59頁，第2話.
35. ↑  第一部單行本第1卷，第49頁，第2話.
36. ↑  第一部單行本第1卷，第71頁，第2話.
37. ↑  第一部單行本第1卷，第193頁，第8話.
38. ↑  第一部單行本第1卷，第195-196頁，第8話.
39. ↑  第一部單行本第4卷，第13頁，第30話.
40. ↑  第一部單行本第4卷，第127頁，第36話.
41. ↑  第一部單行本第8卷，第30頁，第70話.
42. ↑  第一部單行本第10卷，第106頁，第95話.
43. ↑  第一部單行本第12卷，第123頁，第118話.
44. ↑  第一部單行本第13卷，第57頁，第124話.
45. ↑  第一部單行本第14卷，第30頁，第134話.
46. ↑  第一部單行本第14卷，第125-126頁，第139話.
47. ↑  第二部單行本第1卷，第182頁，第8話.
48. ↑  第一部單行本第12卷，第41頁，第113話.
49. ↑  . 東京喰種製作委員会. 2015-11-24  [2016-03-05]. （原始内容存档于2014-09-24） （日语）.

參考文獻
- 石田翠.  第1卷. 集英社. 2012年2月17日. ISBN 978-4-08-879272-9 （日语）.
- 石田翠.  第2卷. 集英社. 2012年4月19日. ISBN 978-4-08-879291-0 （日语）.
- 石田翠.  第3卷. 集英社. 2012年6月19日. ISBN 978-4-08-879357-3 （日语）.
- 石田翠.  第4卷. 集英社. 2012年9月19日. ISBN 978-4-08-879420-4 （日语）.
- 石田翠.  第5卷. 集英社. 2012年12月19日. ISBN 978-4-08-879478-5 （日语）.
- 石田翠.  第6卷. 集英社. 2013年1月18日. ISBN 978-4-08-879498-3 （日语）.
- 石田翠.  第7卷. 集英社. 2013年4月19日. ISBN 978-4-08-879546-1 （日语）.
- 石田翠.  第8卷. 集英社. 2013年7月19日. ISBN 978-4-08-879613-0 （日语）.
- 石田翠.  第9卷. 集英社. 2013年10月18日. ISBN 978-4-08-879652-9 （日语）.
- 石田翠.  第10卷. 集英社. 2014年1月17日. ISBN 978-4-08-879807-3 （日语）.
- 石田翠.  第11卷. 集英社. 2014年4月18日. ISBN 978-4-08-879809-7 （日语）.
- 石田翠.  第12卷. 集英社. 2014年6月19日. ISBN 978-4-08-879859-2 （日语）.
- 石田翠.  第13卷. 集英社. 2014年8月20日. ISBN 978-4-08-879887-5 （日语）.
- 石田翠.  第14卷. 集英社. 2014年10月17日. ISBN 978-4-08-890031-5 （日语）.
- 石田翠.  第1卷. 集英社. 2014年12月19日. ISBN 978-4-08-890081-0 （日语）.
- 石田翠.  第2卷. 集英社. 2015年3月19日. ISBN 978-4-08-890132-9 （日语）.
- 石田翠.  第3卷. 集英社. 2015年6月19日. ISBN 978-4-08-890211-1 （日语）.
- 石田翠.  第4卷. 集英社. 2015年9月18日. ISBN 978-4-08-890254-8 （日语）.
- 石田翠.  第5卷. 集英社. 2015年12月18日. ISBN 978-4-08-890331-6 （日语）.
- 石田翠.  第6卷. 集英社 （日语）.
- 石田翠. . 集英社. 2013年10月18日 （日语）.
- 石田翠. . 集英社. 2014年6月30日 （日语）.
- 十和田シン.  第1卷. 集英社. 2013年7月19日. ISBN 978-4-08-703296-3 （日语）.
- 十和田シン.  第2卷. 集英社. 2014年6月19日. ISBN 978-4-08-703320-5 （日语）.
- 十和田シン.  第3卷. 集英社. 2014年12月19日. ISBN 978-4-08-703340-3 （日语）.

## 外部連結
- （日語）東京喰種 Tokyo Ghoul的X（前Twitter）
- （日語）東京喰種 第1話「#001 悲劇」
- （日語）東京喰種 ―解体「真」報― - 週刊Young Jump官方網站 （页面存档备份，存于）
- （日語）石田穗（sotonami）的X（前Twitter）
- （日語）東京喰種 The Fool - 遊戲化作品（2014年4月1日愚人節玩笑）
- （日語）東京喰種 JAIL PSVita 遊戲版官方網站 （页面存档备份，存于）
- （日語）喰種搜查官 [急募]（東京喰種官方與an合辦的「喰種搜查官緊急募集」活動網站）